# Szentendre (distrikt)
Szentendre är ett distrikt i Ungern. Det ligger i provinsen Pest, i den nordvästra delen av landet, norr om huvudstaden Budapest.